# Lesterny
Lesterny [lɛstɛʁni] (en wallon Lesterni) est une section de la commune belge de Nassogne située en Région wallonne dans la province de Luxembourg.
C'était une commune à part entière avant la fusion des communes de 1977.
Commune du département de Sambre-et-Meuse sous le régime français, Lesterny fusionne avec Forrières en 1823, pour redevenir une commune autonome le 26 août 1907 dans la province de Luxembourg.

## Étymologie
Le nom de Lesterny trouve son origine dans le nom Lesternivis qui se transforma en Lesterneias. En langue celtique ster ou encore staer signifie rivière et le radical ny découle quant à lui de niacum qui signifie demeure. Il est donc fort probable que Lesterny veuille dire « habitation au bord du ruisseau » ou « de la rivière ».
Le site actuel du village (en Ardenne, à la différence des villages proches de Forrières ou Wavreille qui sont en Famenne) n'est pourtant pas au bord de la rivière la plus proche, la Lomme. De Lesterny à la Lhomme, le dénivelé est de l'ordre de 50 mètres sur une distance d'environ 1 kilomètre. Ce fut longtemps la cause d'un problème d'alimentation en eau de cette petite communauté villageoise essentiellement rurale, autrefois pourvue d'un cheptel abondant. Tout au plus y a-t-il un petit ruisseau qui prend sa source au sud-ouest de Lesterny et se jette dans la Lhomme à proximité de l'ancienne saboterie de Forrières, le ri de V'ni. Mais il est difficile d'imaginer que ce ru minuscule puisse être à l'origine du toponyme Lesterny. De là, l'idée que cette étymologie pourrait désigner un site ancien du village de Lesterny en bord de Lhomme, un site abandonné après que la grande peste de 1636 a lourdement frappé la population du village.

## Géographie
Un observateur des choses de Famenne et d’Ardenne a écrit à propos du site du village de Lesterny :
« Le village de Lesterny […] occupe une situation géographique étonnante. Il se blottit au creux d’une sorte de cirque délimité au nord, à l’est et au sud, par une série de collines séparées par le Ruisseau de V'ni et le Trou Moré. Ces collines culminent entre 300 et 360 mètres d’altitude, alors que la localité se situe vers 260 mètres. À l’ouest, par contre, les terres s'étendent, plus ou moins à plat, jusqu’à Wavreille. Cette disposition particulière des collines enserrant partiellement le village représente ici le faciès visible de la zone de virgation. […] Nous sommes […] à la limite géologique entre l’Ardenne et la Calestienne. Cette succession de collines, disposées en courbe, à Lesterny, se prolonge de façon rectiligne vers le nord-est en marquant le relief au sud de Forrières, Ambly, Harsin-Chavanne, Charneux,… Au sud-ouest, on retrouve le même prolongement rectiligne avec les localités de Bure, Tellin, Resteigne, Halma… qui marquent le début du talus ardennais et du massif forestier qui le couvre. Au centre de ces deux alignements de collines et de villages, Lesterny présente une zone de décrochage ou de décalage. Les deux alignements se prolongent plus ou moins parallèlement, dans un même axe, mais avec un écartement de plus d’un kilomètre, juste à hauteur de Lesterny. Ce phénomène résulte de la zone de virgation provoquant la disposition en « S » des collines délimitant le sud de Forrières, Lesterny, puis Bure. […] A hauteur de Lesterny, passe un léger plissement des assises géologiques, une simple «ondulation» qui suffit à produire, en surface, un décalage dans l’alignement des affleurements rocheux [dont l’orientation générale du sud-ouest au nord-est est typique de toute la Wallonie] : C’est la zone de virgation ! En fait la Famenne et la bande calcaire qui en délimite le bord sud, la Calestienne, forment une zone rectiligne cassée, à hauteur de Lesterny. […] Cette situation crée aussi un relief particulier, un paysage original, un environnement fermé, un sentiment d’intimité dont bénéficient le village … et ses habitants ! »
.
Récemment, dans le cadre du balisage de sentiers touristiques (en l’occurrence la promenade de St Martin), les autorités communales ont baptisé Sur le Faljau le sommet de cette dernière colline, par référence au lieu-dit de ce nom que les cartes localisent au haut de son flanc tourné vers Forrières. À propos de l'ouverture de ce cirque de collines vers l’ouest et Wavreille, il faut relever dans cette direction la particularité hydrographique que de part et d’autre du lieu-dit Champ Pagnol, à environ 500 mètres au nord-ouest de Lesterny, les eaux de surface se partagent : du côté de Lesterny, le ruisseau de V’ni (ou ruisseau de Lesterny, pour les habitants de Forrières) coule au nord-nord-est vers la Lhomme, tandis qu’un demi-kilomètre à l’ouest, le ruisseau d'Howisse coule à l’ouest-sud-ouest vers la Lesse.
Faut-il rattacher à ce relief particulier le tempérament singulier que leurs voisins reconnaissent aux habitants de Lesterny et qu'ils expriment sans doute aussi dans le surnom de mâkès (littéralement « frappés », donc sots, mais aussi caprices, lubies,…) qu’ils leur ont donné ? Ceux de Lesterny en tirent d’ailleurs une certaine fierté. Leurs ancêtres du XVIIIe siècle ne faisaient-ils pas déjà montre d’un tel tempérament, eux qui, « agriculteurs besogneux », « n’hésitaient pas à poursuivre les communautés rurales voisines, qui se hasardaient à violer leurs droits de paisson » ? Et leurs revendications obstinées de l'autonomie communale pour leur village au cours du XIXe siècle, ne sont-elle pas la marque, dans le chef des habitants de Lesterny, d'un fort sentiment de communauté villageoise et d'une identité propre ?
C'est au demeurant avec une égale obstination que les anciens d'aujourd'hui se divisent à propos de ce qu'aurait été l'implantation initiale de Lesterny, avant la grande peste qui en 1636 aurait lourdement frappé la population du village. Se référant souvent à l’autorité de Monsieur le Maître Charon (Léon « Henri » Charon assura de 1925 à 1961 la fonction d’instituteur communal à Lesterny), les uns situent avec une grande assurance cette implantation au sommet de la colline Hérimont ou du moins sur le flanc est ou sud-est de celle-ci, juste en contrebas du sommet, alors que les autres la disent avec une absolue conviction en bord de Lhomme, du côté du pont qu’emprunte la route menant à Masbourg. Certains, parmi les premiers, invoquent la découverte autrefois de fondations sur la colline. Les seconds ont pour eux une certaine étymologie du nom du village (dont les formes les plus anciennes connues remontent au neuvième siècle), selon laquelle Lesterny viendrait de ster ou staer qui, en celtique, désignerait une rivière, et ny de niacum désignant une demeure ; Lesterny aurait ainsi pour signification originale habitation(s) près de la rivière. Peut-être est-ce à cette étymologie qu’il faut rattacher l'orthographe l’Esterny parfois rencontrée, par exemple dans la carte levée par Philippe Vandermaelen vers le milieu du XIXe siècle ou sur d’anciennes cartes postales (Forrières – Route de l’Esterny et Chapelle St-Roch).

## Démographie et économie

### Évolution démographique
- Source : INS recensements population.

La commune de Lesterny avait une superficie de 584 hectares. Elle jouxtait les communes de Forrières au nord, Masbourg à l'est, Grupont au sud, Bure au sud-sud-ouest et Wavreille au nord-ouest.
Avec Masbourg, Lesterny était un des villages les moins peuplés du canton de Nassogne. Il comptait environ 260 habitants lorsqu'il devint commune du royaume de Belgique en 1907, 188 quand il cessa de l'être en 1976.
On ne peut qu’être frappé par la contraction que connut la population de Lesterny au cours de la période d'autonomie communale : après une hausse continue de quasiment 100 % en quelque 110 ans, Lesterny perdit près de 30 % de sa population en moins de 70 ans.
La cause en est connue. « Au point de vue économique, la principale activité dans le passé [à Lesterny] était l'agriculture ». On aurait presque pu tenir à son sujet ces propos, qui visaient un village du plateau central ardennais : « Tout y vit de la terre et pour la terre. Champs et prés; prés et champs, à l’ombre des bois d’épicéas ou des taillis de bouleaux et de chênes ». Or « le XXe siècle est essentiellement marqué par l’exode rural dans les petits villages comme Masbourg (377 habitants en 1910, 168 au creux de la vague en 1976), Lesterny (de 260 à 188 aux mêmes dates), Ambly (479 à 318), Harsin (454 à 351), Grune (417 à 229). Forrières s’est développé grâce au chemin de fer, en particulier les ateliers S.N.C.B. de Jemelle qui offrent de l’emploi à proximité. Bande passe de 759 habitants en 1910 à 592 au recensement de 1947 : la Seconde Guerre mondiale y fut tragique ».
C’est dans ce contexte que s’inscrivent les considérations suivantes publiées dans le quotidien L’Avenir du Luxembourg, début septembre 1965 :
« Lesterny : 180 habitants. Les jeunes s’en vont, non pour répondre à des sirènes, mais pour se caler dans la vie, honnêtement et sans complexe. Le village perd chaque année une dizaine d’habitants. Où va-t-on s’arrêter ? C'est la question que se posent un bourgmestre et un conseil communal. Des collines et des plaines qui forment 220 hectares de terres agricoles que cultivent une dizaine d’agriculteurs. C’est cela aussi Lesterny. Une moyenne de 22 hectares par exploitant. On est sur le seuil de rentabilité. Tout au bord. C’est tout juste, disent certains. Mais à notre avis, c'est une bonne moyenne. […] Le village se découvre aussi une vocation touristique. Des centaines de jeunes vacanciers animent chaque année la localité. On loue quelques appartements et les vieilles maisons trouvent des acquéreurs très facilement. »
.

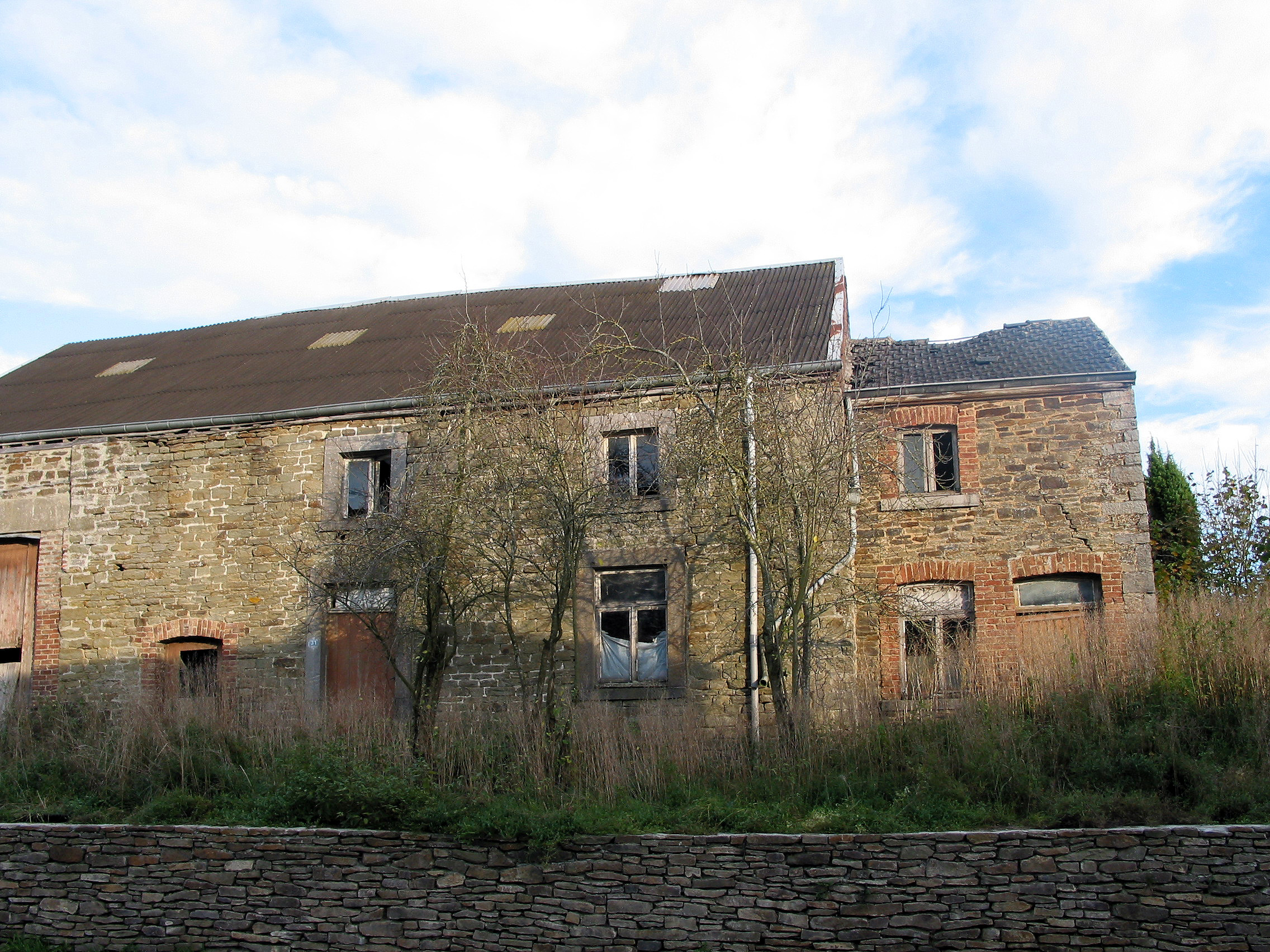
Vieille ferme en ruine dans le haut du village, à côté du cimetière.

Les auteurs du Dictionnaire d’histoire et de géographie administrative des communes de Belgique publié en 1983, ont résumé de façon frappante le déclin de Lesterny comme village voué à l'agriculture :
« Le cadastre de 1766 témoigne du caractère rural de la localité. Beaucoup de maisons étaient encore en bois et toutes étaient recouvertes de paille. Le cheptel y était nombreux: 40 chevaux, 101 bêtes à cornes, 312 bêtes à laine, 80 porcs et 72 chèvres. On y pratiquait un assolement triennal strict, semant l’épeautre la première année et l’avoine la suivante. Les terres essartées n’étaient cultivées que 2 ans, recevant le seigle la première année, l’avoine la seconde; la révolution durait 16 ans. L’importance du troupeau de moutons donne à penser que les terres incultes étaient étendues. Nous manquons cependant de renseignements précis pour le XIXe s., car après être devenu commune sous le régime français, Lesterny fut fusionné avec Forrières de 1823 jusqu’au 26 août 1907. Redevenue une petite commune de 584 ha, Lesterny garda son caractère rural. On constate cependant une nette régression de l’agriculture, ainsi que l’amorce d’un déclin de l’élevage à partir de 1950 ; en effet, les prairies couvraient 22,77 % de la commune en 1929 et 30,82 % en 1950. Ce pourcentage tombait à 26,88 % en 1959. Nombre de terres ou de prairies ont été boisées au XXe s., car la superficie des bois passa de 32,70 % en 1950 à 50,68 % en 1970. Les biens non soumis au régime forestier représentaient en 1970, 57,43 %; les résineux l’emportaient avec 56,41 % des plantations; 47,90 % des épicéas avaient moins de 20 ans en cette année 1970. Conséquence du dépeuplement de la localité, nombre d’habitations rurales servent actuellement de seconde résidence. Le recensement du commerce et de l’industrie en 1961 mentionne six emplois; Lesterny est l’exemple type d’un village rural qui se meurt. »
Notons néanmoins, à propos du bâti à Lesterny vers 1766, qu'il subsiste aujourd’hui, face à l'école, une maison - classée le 6 février 1970 - qui remonterait à la seconde moitié du XVIIIe siècle et qui se caractérise entre autres par des murs en moellons de calcaire équarris et une haute toiture d’ardoises[réf. nécessaire].

## Histoire
En 817, le prince-eveque de Liège confirmait au monastère de Saint-Hubert des biens à « Lesterniuis » (Wampach UQB I, no. 58).

### Genèse

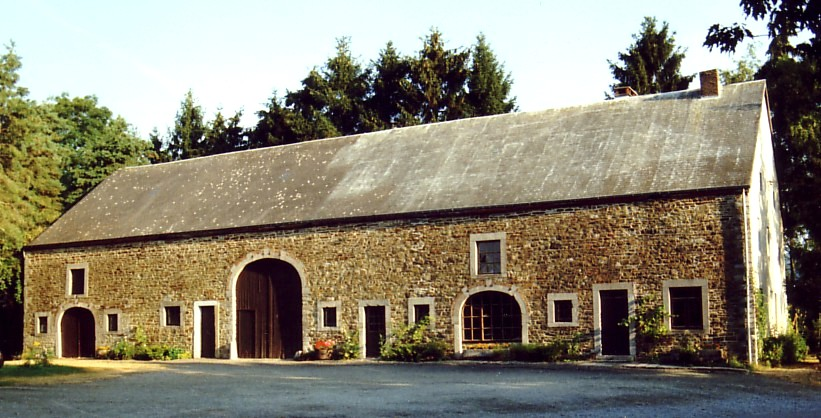
Vieille ferme en long du XIXe siècle, dans le bas du village, en moellons de grès et calcaire (colombage et brique ou brique à l'arrière, pignon droit enduit, ajouré). Elle fut autrefois exploitée par un certain Leclerc, puis un nommé Herman, reprise en 1924 par Arsène Laffineur et son épouse Joséphine Dellieu, venus de Bure, et finalement exploitée par Fernand Borcy, qui fut aussi échevin de la commune de Lesterny, et son épouse Marthe Laffineur.

Sans retourner jusqu'à l'Ancien Régime, il faut rappeler qu'à la fin du XVIIIe siècle déjà, sous le régime français (1795-1815), le village de Lesterny avait reçu le statut de commune et faisait alors partie à ce titre du canton de Nassogne dans le département de Sambre-et-Meuse de la République française. À la suite de l’annexion des Pays-Bas autrichiens par la France, le 31 octobre 1795, et en application de l’arrêté du comité de salut public du 14 fructidor an III (31 août 1795), Lesterny fut d'abord une section du canton de Nassogne dans le département de Sambre-et-Meuse – comme aussi le furent alors, entre autres, Embly (ainsi orthographié à l'époque), Forrière-Notre-Dame, Forrière-Saint-Martin, Masbourg ou Nassogne, mais aussi Bure, Grupont et Awenne. La Constitution du 5 fructidor an III (22 août 1795), en effet, faisait du canton, non de la commune, la collectivité politique de base. C'est la Constitution du 22 frimaire an VIII (13 décembre 1799) qui, tout en consacrant le consulat au sommet de la république, conféra une existence constitutionnelle aux communes.
Lesterny garda ce statut communal pendant huit ans encore à l'époque du royaume uni des Pays-Bas (1815-1830), étant toujours une commune du canton de Nassogne, mais cette fois dans la province de Liège du royaume des Pays-Bas. En application du traité de Vienne de 1815 qui démembra l'Empire français, ce nouveau royaume réunissait les provinces des anciens Pays-Bas autrichiens et de la principauté de Liège et les provinces de l'ancienne république des Provinces-Unies sous le sceptre de Guillaume d’Orange. Cette situation ne fut pas modifiée en 1818, lors du rattachement de Lesterny au grand-duché de Luxembourg. Celui-ci regroupait le Duché de Luxembourg et une partie du Duché de Bouillon en un nouvel État. En vertu du traité de Vienne, la couronne de grand-duc de Luxembourg avait aussi été conférée à Guillaume d’Orange, par ailleurs roi des Pays-Bas. Mais celui-ci considéra son grand-duché de Luxembourg plutôt comme sorte de dix-huitième province de son royaume que comme un nouvel État.

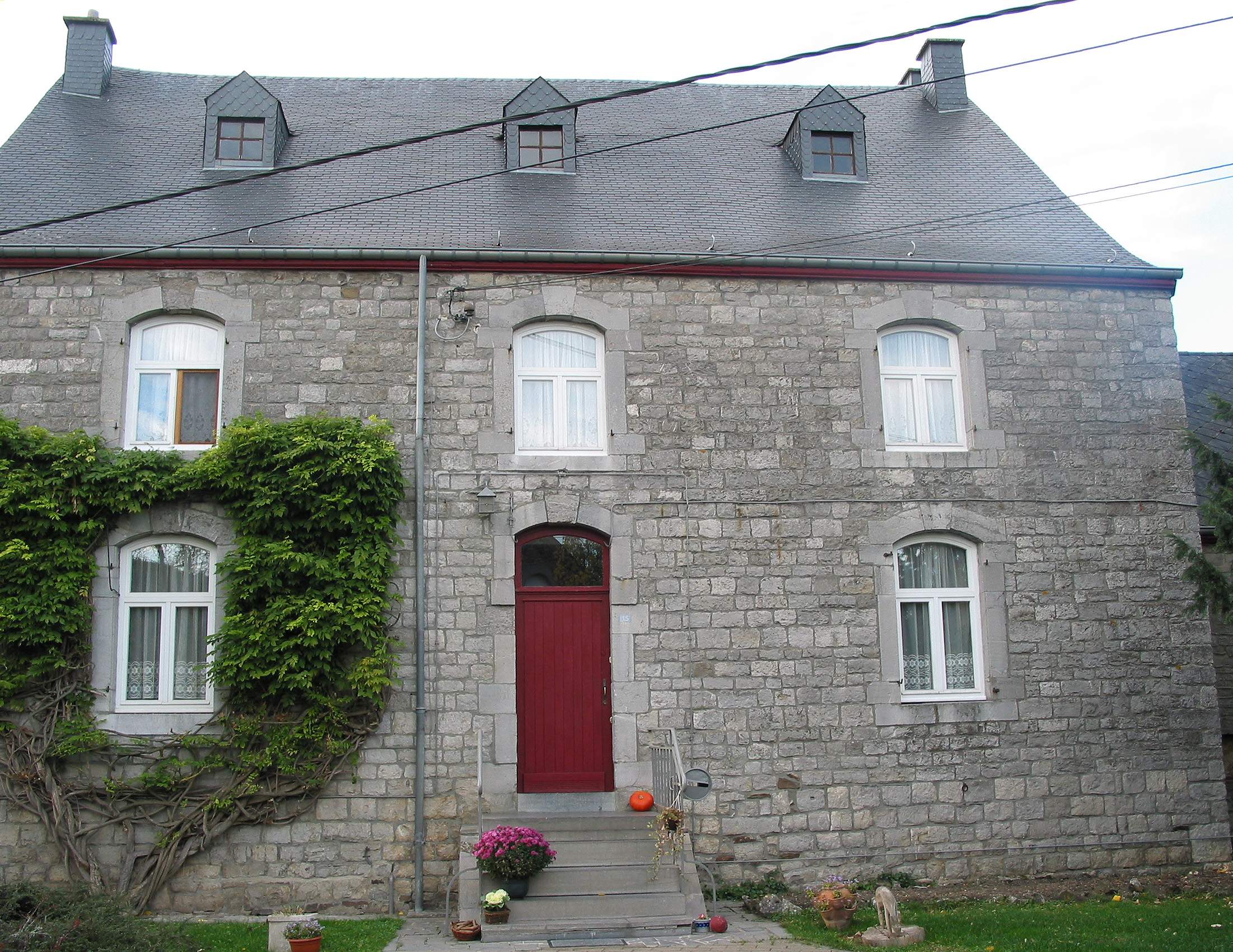
Vieille maison de la seconde moitié du XVIIIe siècle (1765), classée le 6 février 1970, en moellons de calcaire équarris sous une haute toiture d'ardoises avec trois lucarnes à fronton triangulaire ardoisé. À l'époque de la commune de Lesterny, cette remarquable bâtisse du milieu du village, qui fait face au bâtiment de l'école (où furent installés, à l'étage, les modestes bureaux communaux), a hébergé une épicerie (Courthéoux), bientôt épicerie-café, tenue par Anastasie Hérin, épouse de Georges Tock.

En 1823, par contre, toujours à l'époque du royaume uni des Pays-Bas, Lesterny perdit son statut de commune pour devenir, aux côtés de Forrière-Notre-Dame et Forrière-Saint-Martin, une des sections de la commune de Forrières, dans le quartier (nouvelle dénomination de l'arrondissement) de Marche, au sein du grand-duché de Luxembourg.
La révolution de 1830 et la naissance du royaume de Belgique sur le fondement de la constitution promulguée le 7 février 1831, ainsi que la séparation du grand-duché de Luxembourg et du royaume de Belgique en vertu du traité de Londres du 19 avril 1839, laissèrent le village de Lesterny dans sa position de section de la commune de Forrières, désormais commune du canton de Nassogne dans l’arrondissement de Marche de la province de Luxembourg.
Pourtant, une requête aurait été signée dès le 20 décembre 1830 par 26 habitants du village pour demander la séparation de Lesterny d’avec Forrières, aux motifs que :
- Lesterny était éloigné de ¾ de lieue de Forrières (la lieue est une ancienne mesure itinéraire, équivalente à environ 4 kilomètres) ;
- les intérêts de Lesterny étaient entièrement séparés de ceux de Forrières et une partie des bois de Lesterny étaient indivis avec Awenne qui en demandait la division (aujourd'hui encore, au sud-est du village d’Awenne, droit dans la direction de Saint-Hubert, un bois de Lesterny jouxte un bois d’Awenne) ;
- Lesterny avait un vicaire et rien de commun avec Forrières pour le service religieux (à cette époque, le village de Lesterny faisait partie de la paroisse de Masbourg).

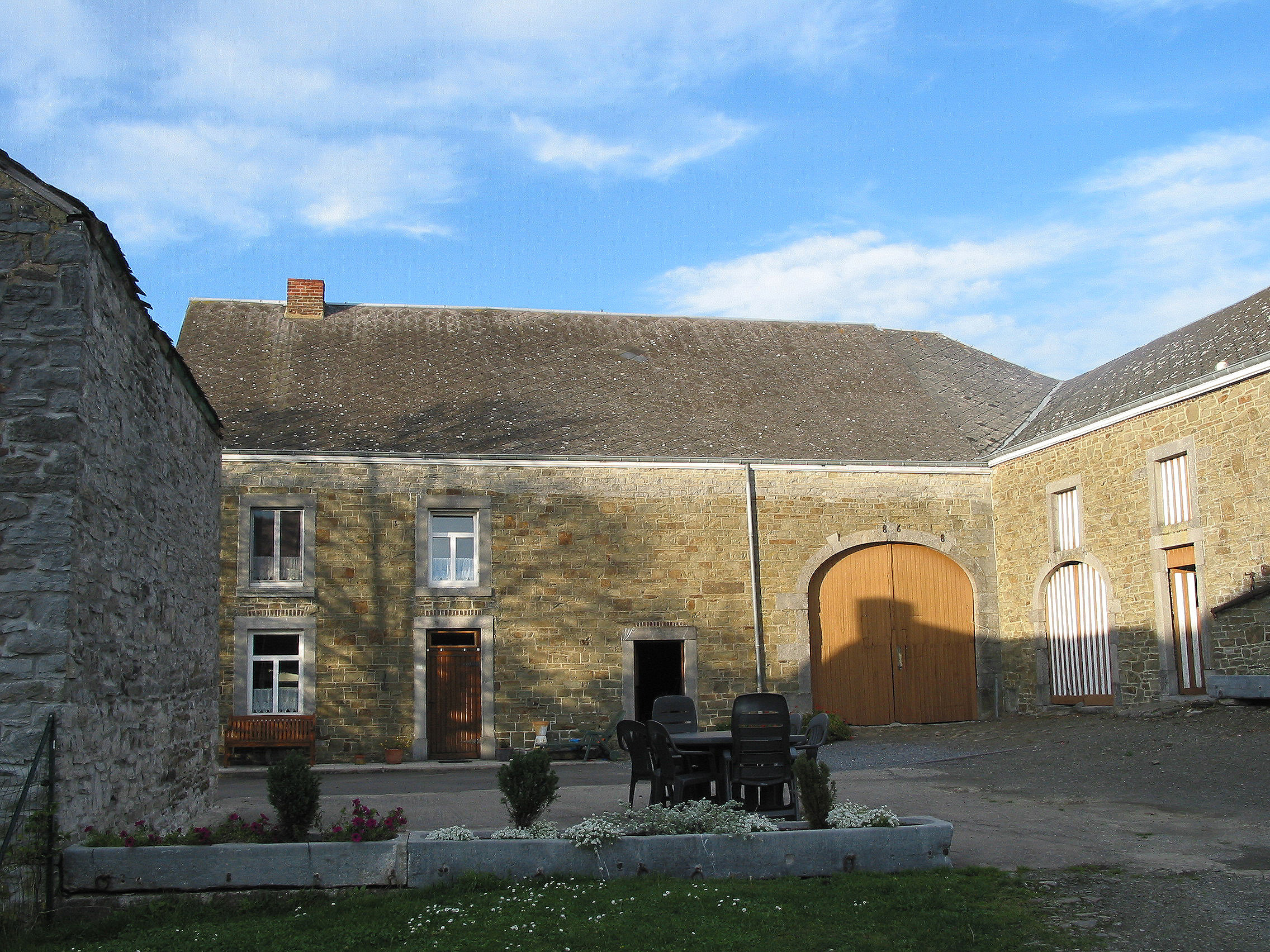
Vieille ferme en long du haut du village, en moellons équarris et pierre bleue, datée 1868 au portail de la grange. Du temps de la commune de Lesterny, elle fut exploitée par Jean-Baptiste Mareschal et Marie Grandmont, puis par leur fille Marguerite Mareschal et son mari Marcel Nicolay.

Par délibération du 10 novembre 1832, le conseil communal de Forrières aurait consenti à la séparation ainsi demandée. En vain.
Le 21 décembre 1858, 49 habitants de Lesterny auraient signé une nouvelle requête en ce sens. Sans doute fut-elle à l'origine du dépôt au conseil provincial, le 5 juillet 1859, d’une demande de la section de Lesterny réclamant sa séparation d’avec Forrières, demande approuvée par ce conseil le 9 juillet suivant. Encore en vain.
Le 30 janvier 1868, une nouvelle requête de séparation aurait été introduite. Toujours en vain : elle aurait été rejetée le 14 avril 1869.
Enfin, après avoir été pendant près de 77 ans, dans le royaume de Belgique, une section de la commune de Forrières, « le hameau de Lesterny a été détaché de la commune de Forrières et érigé en commune distincte par la loi du 26 août 1907 ».

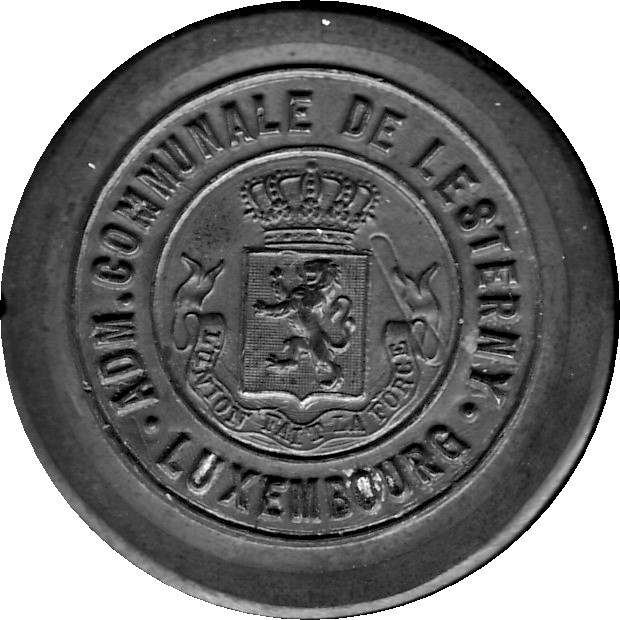
Le sceau de la commune de Lesterny.

Promulguée par le Roi Léopold II le 26 août 1907, cette loi portant érection de la commune de Lesterny (province de Luxembourg) parut au journal officiel le samedi 7 septembre 1907.
L'exposé des motifs du projet de loi (Chambre, no 118, 21 mars 1907) avait notamment indiqué ce qui suit :
« Par requête du 9 mai 1904, un grand nombre d’habitants du hameau de Lesterny ont sollicité le démembrement de la commune de Forrières et l’érection de ce hameau en commune distincte. Les pétitionnaires fondent leur demande sur les motifs suivants :
1. Forrières et Lesterny ont des intérêts absolument distincts.
2. La commune à créer possède une école, un presbytère, une église et une salle communale. La voirie vicinale est en bon état. Il existe à Lesterny une distribution d'eau.
3. Lesterny a des ressources indépendantes de celles de Forrières, ainsi que des bois et des terrains communaux.

Le conseil communal s'est déclaré favorable, à l'unanimité, à ce démembrement à raison surtout de la différence d'intérêts qui existe entre les deux sections. Forrières est une population essentiellement industrielle, tandis que Lesterny est une population agricole. »
.
Le rapport de la commission de l’Intérieur de la Chambre (Chambre, no 157, 15 mai 1907) ajouta les éclaircissements suivants :
« Le territoire actuel de la commune de Forrières se trouve divisé en deux sections, dont le caractère, les besoins et les intérêts économiques sont bien distincts et parfois contradictoires. La section de Forrières, centre aggloméré de la commune-mère, se trouve dans le voisinage de carrières et de la ligne du chemin de fer, et à proximité des importants ateliers de l’État à Jemelle (Note de l’auteur : Il s'agissait des ateliers des chemins de fer, relevant encore, à cette époque, d’une administration centrale de l’État, l'Administration des Chemins de fer, la Société nationale des Chemins de Fer belges (S.N.C.B.) ne devant être créée qu'une vingtaine d’années plus tard, par une loi du 23 juillet 1926.). L'esprit industriel s'y manifeste d'une façon toute particulière et elle offre l'habitation à une nombreuse population ouvrière. Les habitants de la section de Lesterny, éloignée de deux kilomètres et demi, fournissent, au contraire, une population purement agricole. Cette différence de situation entraîne, par voie de conséquence, la nécessité d’une gestion particulière et spéciale à chacune des sections : Forrières doit faire exécuter des travaux importants, tels que distribution d'eau, cimetière, voirie, et peut se trouver amené à chercher des ressources nouvelles, dont il serait peu équitable de faire peser la charge sur la partie de la commune qui, éloignée du centre, ne serait point amenée à en bénéficier directement. Ce serait rompre l'égalité que les administrateurs communaux de Forrières – l’enquête administrative a tenu à leur rendre hommage à cet égard– se sont efforcés de maintenir, depuis 1830, entre toutes les sections de la commune. […] Lesterny possède dès à présent une belle église décorée et meublée avec goût, un presbytère dans un excellent état d'entretien, une école spacieuse et pourvue d’un mobilier et de collections qui font honneur aux administrateurs communaux. Elle jouit d’une distribution d’eau installée dans des conditions très favorables. Le cimetière est établi dans de bonnes conditions, un peu en dehors de l'agglomération. La voirie vicinale est bien établie, et des routes bien entretenues relient la future commune vers Masbourg, Wavreille, Grupont et Bure. Le budget de la commune, qui aura une population d'environ 240 habitants et un territoire de 583 hectares, pourra être établi sur des bases solides ; celle-ci jouit de ressources provenant notamment de la location de la chasse et de la vente des coupes de bois ordinaires. »
.
Enfin, le rapport de la commission de l'Intérieur du Sénat (Sénat, no 77, 26 juillet 1907) apporta encore les précisions ci-après :
« La commune de Forrières, voisine de Jemelle, se compose de deux sections bien distinctes: celle de Forrières, composée des sections A et B du cadastre; celle de Lesterny, formée de la section C. La section de Forrières, qui borde Jemelle et est traversée dans son centre le plus habité par le chemin de fer, est entraînée dans le mouvement industriel de cette dernière. Le hameau de Lesterny, dont les habitations les plus rapprochées sont à deux kilomètres et demi de ce centre, a conservé dans son intégrité son caractère agricole. Il est reconnu par tous les documents administratifs que jusqu’à présent l’administration communale a été correcte et équitable à l'égard des deux sections de la commune, mais que Forrières est dans la nécessité très prochaine d'exécuter des travaux relativement coûteux n'intéressant que cette section et sans intérêt pour celle de Lesterny. Les habitants de Lesterny ont à l'unanimité, par pétition du 9 mai 1904, demandé l’érection de leur section en commune distincte. Par pétition du 5 juin suivant, 144 habitants de la section de Forrières ont sollicité la séparation des deux sections, qu'ils déclarent être dans l'intérêt de tous. Les deux pétitions soumises en même temps à l'avis du conseil communal de Forrières, celui-ci, à l'unanimité, prie la députation permanente de les accueillir et constate en même temps que la section de Forrières a besoin d’établir de nouvelle charges et Lesterny pas. Le rapport du commissaire d'arrondissement constate, qu'à raison de la bonne administration de la commune, aucune des deux sections n'a de répétition à exercer l'une contre l'autre; que Lesterny, dont le budget était presque complètement séparé de celui de Forrières, possède tous les bâtiments et les institutions nécessaires à la vie séparée. Le Collège échevinal de Forrières, répondant à une lettre de M. le Gouverneur, reconnaît que Lesterny possède largement le personnel nécessaire à la formation d'une bonne administration communale, les ressources financières voulues et que les chemins sont en bon état. Le commissaire d’arrondissement confirme de tous points ces constatations et joint à l'appui de son rapport un projet de budget pour Lesterny. Il conclut en disant que c'est faire œuvre sage que de séparer les deux sections, les exigences très prochaines de l’avenir de Forrières pouvant amener de sérieuses difficultés. »
.
Les premières élections pour la commune de Lesterny devaient avoir lieu dans le cadre des élections communales fixées au dimanche 20 octobre 1907. Mais à Lesterny il n'y eut que sept candidats pour les sept sièges de conseillers communaux. Ils furent donc proclamés début octobre « élus sans lutte » et, une fois désignés les deux échevins et le bourgmestre, ils purent très vite exercer leurs fonctions: un secrétaire communal, un receveur communal, un cantonnier et un garde champêtre, ainsi que les membres du bureau de bienfaisance, auraient été nommés dès le jeudi 5 décembre 1907.

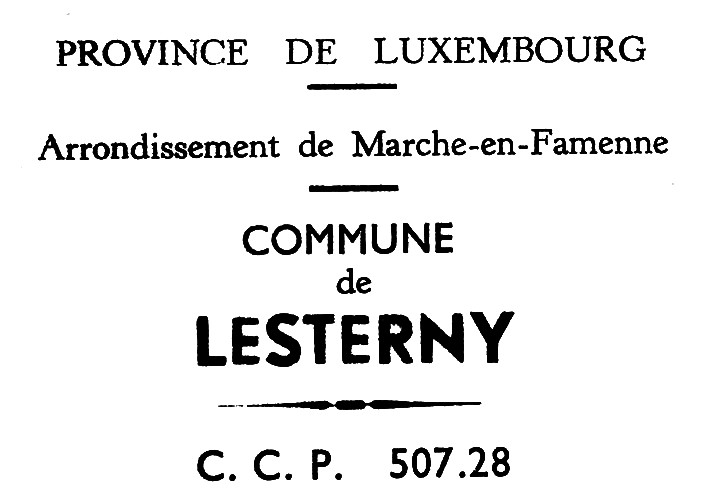
L'en-tête du papier à lettres de la commune de Lesterny.

Pendant près de 70 ans, le village de Lesterny retrouva alors le statut de commune, avec une autonomie communale bien plus importante que celle qu'il avait pu connaître dans la République française puis dans le royaume des Pays-Bas, tous deux fort centralisés en comparaison du royaume de Belgique.
Mais Lesterny fut une seconde fois privé de son autonomie communale lors de son intégration dans la nouvelle commune de Nassogne le 1er janvier 1977, en application de la loi du 23 juillet 1971 portant fusion des communes et modification de leurs limites. La presse régionale a rapporté dans les termes suivants la dernière séance du conseil communal de la commune de Lesterny fin 1976 :
« Vendredi, le Conseil communal se réunissait pour la dernière fois. Le vote du budget était à l’ordre du jour. Pour la circonstance, de nombreux amis et plusieurs enfants qui assistaient pour la première fois à un Conseil communal avaient tenu à vivre une soirée historique ! Après 70 années d’existence, les murs de cette petite Maison communale ne vibraient plus aux voix de ceux qui ont accepté de veiller aux intérêts des braves gens de Lesterny. Les participants au vote cachaient pudiquement leur émoi et le budget fut voté à l’unanimité. Hommage fut rendu à la dynamique équipe qui a bien géré la commune. Elle clôt l’année en laissant un boni appréciable. Il revint alors au doyen des échevins, M. Zénon Masson, l’honneur de parler au nom de S.M. le Roi. D'une voix grave il lut le message royal à l’adresse de M. Jules Hérin, bourgmestre. C'était un chaleureux et vibrant merci pour 30 années de mandat dont 18 de mayorat, consacrées au service de la patrie et de Lesterny en particulier. En signe de cet hommage, M. Masson épingla la médaille civique de première classe. Se tournant ensuite vers Marcel Nicolay, échevin, M. Masson, au nom du Roi, félicita cet homme généreux et lui remit aussi la médaille civique de première classe. Les autres membres du Conseil communal, MM. Jacques André, Paul Mareschal, Louis Modave (René Hody retenu par une pénible maladie était de cœur avec ses collègues) et le secrétaire communal, Omer Mareschal, se joignirent à l'assemblée pour ovationner les deux décorés. M. Jules Hérin, élu par une très grande majorité du village, représentera Lesterny au sein du nouveau Conseil communal de Nassogne. »
.
Un quart de siècle plus tard, toutefois, il ne se trouve plus aucun habitant de la section de Lesterny parmi les quinze conseillers communaux de Nassogne.

### Mandataires et fonctionnaires communaux

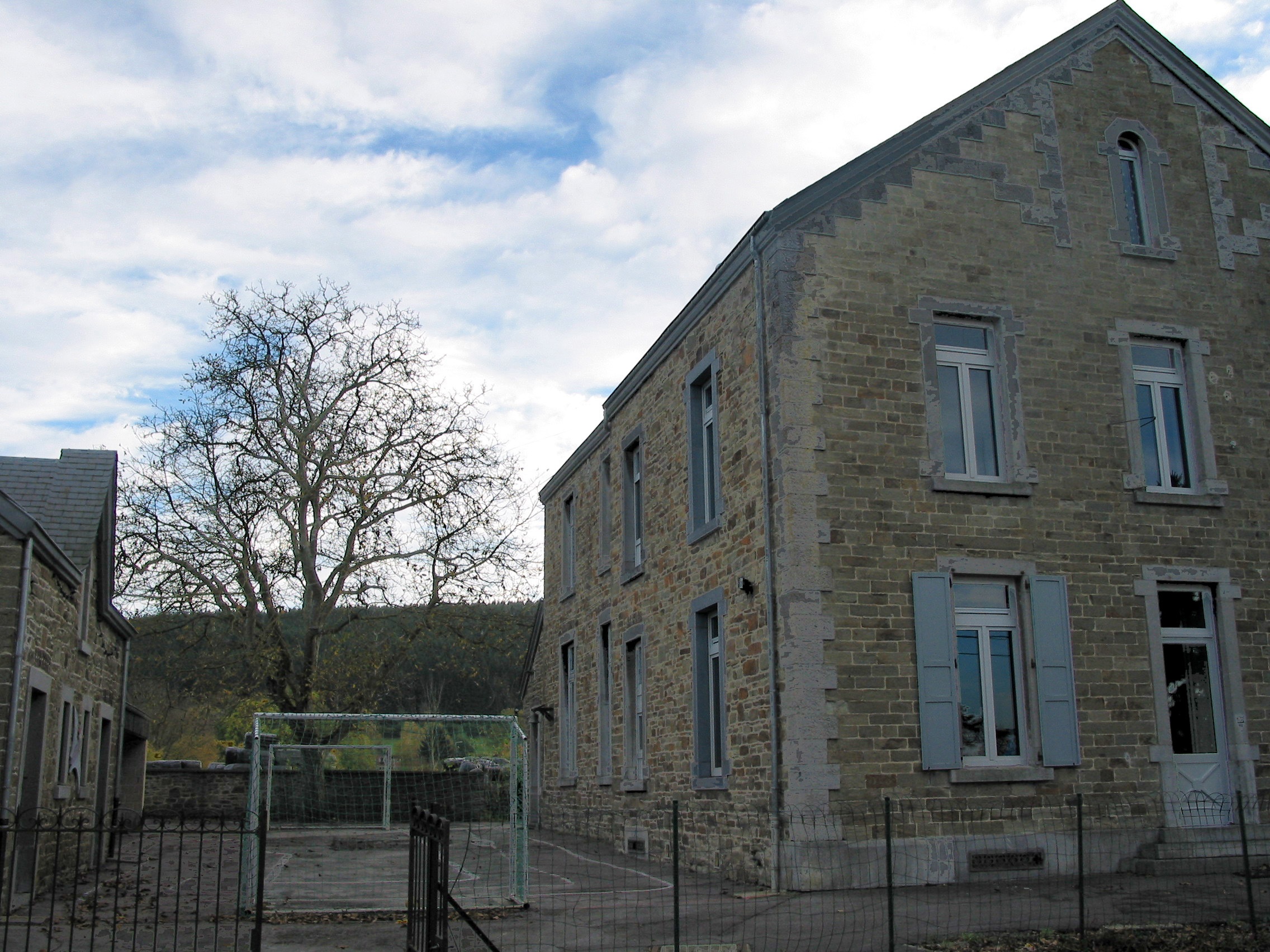
L'école communale, construite en 1877 et dont le bâtiment principal (à droite) abrita de 1907 à 1976 les modestes locaux de la commune de Lesterny. On accédait à ceux-ci par l'arrière, la même entrée servant à la classe située au rez-de chaussée et aux locaux de la commune situés au premier étage (le bureau du secrétaire communal et une grande salle pour les mariages et ventes de bois). L'entrée avant donnait accès au logement de fonction de l'instituteur et de sa famille.

Conformément à ce que stipulait la loi communale du 30 mars 1836 pour les communes de moins de mille habitants, la commune de Lesterny avait un conseil communal de sept membres et un collège des bourgmestre et échevins composé du bourgmestre, nommé par le Roi, et de deux échevins, élus par le conseil communal en son sein.
Les premières élections pour la commune de Lesterny devaient avoir lieu dans le cadre des élections communales du 20 octobre 1907. Les conseillers communaux étaient alors élus pour huit ans, mais ils étaient répartis en deux séries sortant alternativement tous les quatre ans. La première série comprenait la petite moitié du conseil, la deuxième série, la grande moitié. Tous les quatre ans, il y avait élection pour les conseillers, soit de la première, soit de la deuxième série. Le système actuel de renouvellement intégral des conseils communaux tous les six ans –conseillers, échevins et bourgmestre exerçant tous un mandat de six ans– n’est en vigueur que depuis les élections de 1921.

#### Bourgmestres
- Joseph Hérin (1860-1940), bourgmestre de novembre 1907 à début 1932,
- Camille Coulon (1888-1976), bourgmestre faisant fonction au début de 1932,
- Arthur Reumont (1877-1958), bourgmestre du1er mars 1932 au printemps 1941,
- Camille Hérin (1891-1958), bourgmestre f.f. du printemps 1941 à juillet 1944,
- Camille Coulon (1888-1976), bourgmestre f.f. de juillet à septembre 1944,
- Arthur Reumont (1877-1958), bourgmestre de septembre 1944 au 31 décembre 1946,
- Célestin Georges (1900- ?), bourgmestre du 1er janvier 1947 au 31 décembre 1958,
- Jules Hérin (1920-2008), bourgmestre du 1er janvier 1959 au 31 décembre 1976.

#### Échevins
- Jean-Baptiste Hérin (1879-1943), de novembre 1907 à 1908,
- Joseph Remience (v. 1859-1934), de novembre 1907 à 1924,
- Édouard Warrant (1848-1932), de 1908 à 1926,
- Arthur Reumont (1877-1958), de 1925 à 1927,
- Camille Coulon (1888-1976), du 1er janvier 1928 à 1932,
- Jules Mareschal (1887-1970), du 1er janvier 1928 à 1932,
- Aimé Jacques (1883-1941), de 1932 à passé 1939,
- Camille Hérin (1891-1958), de 1932 à 1944,
- Camille Coulon (1888-1976), de passé 1939 à 1946 (?),
- Jean Laffineur (1910-1992), du 1er janvier 1947 au 31 décembre 1958,
- Jules Hérin (1920-2008), du 1er janvier 1947 au 31 décembre 1952,
- Émile Baijot (1894-1981), du 1er janvier 1953 au 31 décembre 1958,
- Fernand Borcy (1901-v. 1970), du 1er janvier 1959 à 1970,
- Émile Duterme (1908-1967), du 1er janvier 1959 à son décès en 1967,
- Zénon Masson (1907-1992), de 1967 au 31 décembre 1976,
- Marcel Nicolay (1919-1996), du 1er janvier 1971 au 31 décembre 1976.

#### Secrétaires communaux
- Désiré Evrard (1866-1940), du 5 décembre 1907 à 1938,
- Charles Hérin (1914-1976), du 6 juillet 1939 à son décès le 28 septembre 1976.

Note : En 1938-1939, jusqu’à l’entrée en fonction de Charles Hérin, Jean Laffineur (1910-1992) fut provisoirement secrétaire communal faisant fonction. Léon Henri Charon (1905-1987), instituteur communal à Lesterny de 1925 à 1961, fut brièvement secrétaire communal f.f. lorsque Charles Hérin fut mobilisé en 1939 (assigné au 2e régiment de Chasseurs ardennais comme soldat milicien de la classe 1933, Charles Hérin rejoignit sa compagnie à Libramont le 26 août 1939, puis fut placé en congé illimité le 19 octobre 1939). Omer Mareschal (1940-2006), alors secrétaire de la commission d’assistance publique de Lesterny (dont Guy Thomas était le président), fut chargé des fonctions de secrétaire communal après le décès de Charles Hérin, jusqu'à la fin de l’année 1976.

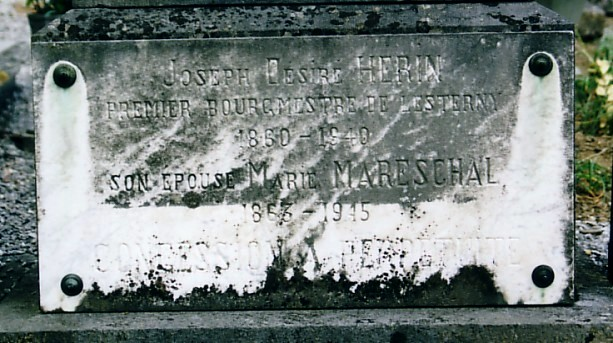
Plaque apposée sur le monument funéraire consacré dans le cimetière de Lesterny à Joseph Hérin (1860-1940), premier bourgmestre de la commune de Lesterny, de 1907 à 1932.

Joseph Hérin (1860-1940), agriculteur et époux de Marie Mareschal (1863-1945), fut donc le premier bourgmestre de Lesterny. Il le resta pendant un quart de siècle, de 1907 à 1932.
À l'issue des élections du 24 avril 1921, Joseph Rémience et Édouard Warrant restèrent échevins, tandis qu'étaient conseillers communaux notamment Alphonse Hérin et Jules Mareschal. Pour ces élections, il y avait eu à Lesterny une « liste complète, sans couleur politique » et « un opposant… pour la forme, cafetier de son métier ». Élus pour un mandat de six ans, les conseillers devaient sortir de charge le 1er janvier 1927, l’élection de leurs remplaçants devant avoir lieu le troisième dimanche d'octobre 1926.
Joseph Hérin démissionna de son mandat en 1932. Jusqu'à la nomination d’un nouveau bourgmestre en avril 1932, la fonction de bourgmestre fut alors temporairement exercée par le premier échevin Camille Coulon (1888-1976), chauffeur de locomotive, natif de Lesterny et époux de Mathilde Damilot (1886-1971).
Arthur Reumont (1877-1958), agriculteur, natif de Lesterny et veuf depuis peu de Julie Motkin (1885-1928), prit en avril 1932 la succession de Joseph Hérin dans la fonction de bourgmestre. La même année, Aimé Jacques et Camille Hérin remplacèrent comme échevins Camille Coulon et Jules Mareschal. Arthur Reumont resta bourgmestre jusqu’aux années de guerre, avec Aimé Jacques et Camille Hérin comme échevins. Mais en raison de la limite d'âge de 60 ans fixée en mars 1941 par les autorités occupantes allemandes (ordonnance du 7 mars 1941 contre le « vieillissement des cadres », visant les mandataires communaux et provinciaux ainsi que les hauts fonctionnaires), il fut privé par celles-ci de son mandat et Camille Hérin, alors premier échevin, devint automatiquement bourgmestre f.f.
Dans Rèscomte avou Jules èt Denise Hérin di Lesterny, par Joseph Bily, dans Quoi d’neuf ?, Centre Culturel de l’entité de Nassogne, no 110, juillet-août 2004, p. 10-11, Jules Hérin, fils de Camille, relate à ce propos ce qui suit : « An 40, ç'a stî l'guinre. Nosse pére, k'èstot èchvin a divnu mayeûr: lès allemands wastant lès mayeûr di pus d'60 ans. Il a pu côzu doblè lès hèctares dès plans d’culture d’Lesterny. Lesterny n’avot jamês u ostant d’hèctâres. Di ç'façon la, nos djon.nes omes plint mostrè k'il avint d'l'ovradje assèz voci èt i n’èstint nin rèkizissionès po z-alè travayè an Allemagne. Tot ça bin sûr avou l'aide do sècrètêre local do CNAA (Corporation Nationale de l'Alimentation et de l'Agriculture). »
Camille Hérin (1891-1966), agriculteur natif de Lesterny et époux de Jeanne Renard (1891-1944), était le fils de Joseph Hérin.
« En juillet 1944 », rapporte André Collard « les maquisards firent sauter un pont sur la ligne 162 entre Lesterny et Forrières. Les Allemands se fâchèrent et exigèrent du bourgmestre la liste des hommes valides de la commune. M. Camille Hérin dit non et s’obstina dans son refus. Il fut emmené par les Allemands avec M. Amand Maréchal, receveur communal, et l'instituteur M. Léon Charon. Ce dernier fut libéré à Arlon, mais les deux autres furent envoyés en Allemagne dans un camp de concentration  et y restèrent neuf mois ».
Ces faits furent consacrés, en ce qui concerne Camille Hérin, par la médaille civique de 1re classe 1940-1945 qui lui fut décernée en 1957 « en récompense du courage, de l'abnégation et du patriotisme dont il a fait preuve pendant les événements de guerre », après la croix du prisonnier politique 1940-1945 (avec le ruban surchargé de deux étoiles) conférée en 1952.
En raison de l'arrestation de Camille Hérin, Camille Coulon, alors second échevin (il a dû remplacer Aimé Jacques dans cette fonction postérieurement à 1939), redevint brièvement bourgmestre f.f.. Mais la retraite des troupes d’occupation à la fin de l’été 1944 rendit caduque l'ordonnance relative à la limite d’âge et Arthur Reumont put reprendre l’exercice de ses fonctions. Pendant la bataille des Ardennes de l’hiver 1944-1945, lorsque les troupes allemandes réoccupèrent le village de Lesterny, Arthur Reumont était donc à nouveau en fonction comme bourgmestre. En tout, Arthur Reumont fut mandataire communal de Lesterny pendant trente-neuf ans.
À l'issue des élections communales du 24 novembre 1946, furent élus conseillers communaux, dans l'ordre alphabétique, Emile Baijot, Fernand Borcy, Célestin Georges, Jules Hérin, Jean Laffineur, Marcel Nicolay et André Ponsard. Jean Laffineur et Jules Hérin furent élus échevins. Célestin Georges fut nommé bourgmestre en janvier 1947.
Célestin Georges (1900- ?), natif de Lesterny et époux de Louise Damilot (1894- ?), habitait la petite maison située au bout de la partie haute de l'ancienne rue de Masbourg, à gauche, juste avant la descente vers la Lhomme (à l'actuel numéro 45 rue du Point d’Arrêt). De même que son voisin René Mareschal (1905-v. 1977), natif lui de Ramet près de Liège et qui exerçait le métier de souffleur de verre, Célestin Georges travaillait à la Cristallerie du Val Saint Lambert. À deux, ils quittaient le village et se rendaient à Liège pour la semaine. Une fois pensionné, dit-on[Qui ?], Célestin Georges donnait des coups de main aux agriculteurs, faisait des réparations aux maisons, etc. Sur la liste des électeurs aux Chambres législatives, Conseils provinciaux et aux Conseil communaux valable du 1er mai 1956 au 30 avril 1958, Célestin Georges et René Mareschal sont néanmoins inscrit avec pour profession « cultivateur ». (René Mareschal avait épousé Maria Damilot (1893- ?), sœur de Louise, l’épouse de Célestin Georges ; par ailleurs, Camille Coulon, déjà cité comme échevin, avait lui pour épouse Mathilde Damilot, sœur de Louise et Maria. Ces trois sœurs étaient natives de Lavaux-Sainte-Anne.).
Le mandat de bourgmestre de Célestin Georges fut reconduit une seconde fois, à la suite des élections du 12 octobre 1952. La liste Célestin Georges – en fait, la liste P.S.C. – obtint 101 voix et six élus, tandis qu’une liste 2, à tendance socialiste, obtint un élu. Célestin Georges fut nommé bourgmestre par un arrêté royal du 10 février 1953, publié au Moniteur belge le 13 février. Les échevins furent cette fois Émile Baijot et Jean Laffineur, les autres membres du conseil communal étant, dans l’ordre alphabétique, Fernand Borcy, Jules Hérin, Marcel Nicolay et Eugène Rob.
Lors des élections communales de 1958, furent élus conseillers communaux, dans l'ordre alphabétique, Emile Baijot, Fernand Borcy, Jules Hérin, René Hody, Zénon Masson, Marcel Nicolay et Eugène Rob. Fernand Borcy et Emile Duterme furent élus échevins. Jules Hérin, agriculteur et époux de Denise Detournay, mais aussi fils de Camille Hérin et petit-fils de Joseph Hérin, fut nommé bourgmestre.
Jules Hérin resta bourgmestre pendant trois mandats successifs, jusqu'au 31 décembre 1976. Il fut donc le dernier bourgmestre de la commune de Lesterny. Le titre honorifique de ses fonctions de bourgmestre de l’ancienne commune de Lesterny lui a été octroyé en l’an 2000, en considération du fait qu’il exerça ces fonctions sans interruption du 11 février 1959 au 31 décembre 1976. Ces fonctions avaient déjà valu à Jules Hérin, dès 1964, les palmes d’or de l’Ordre de la Couronne et, en juin 1976, la médaille civique de 1re classe.
Le conseil communal issu des élections de 1964 était composé, dans l'ordre alphabétique, d’Émile Baijot, Fernand Borcy, Émile Duterme, Jules Hérin, Zénon Masson, Marcel Nicolay et Hector Vierset. Fernand Borcy et Émile Duterme furent maintenus dans leurs fonctions d’échevins. Mais Émile Duterme mourut en 1967. Il fut remplacé par Zénon Masson. Par ailleurs, Hector Vierset pourrait avoir été remplacé par René Hody.
Lors des élections communales de 1970, les dernières de la commune de Lesterny, furent élus conseillers communaux, dans l'ordre alphabétique, Jacques André, Jules Hérin, René Hody, Jean Laffineur, Paul Mareschal, Zénon Masson et Marcel Nicolay. Zénon Masson et Marcel Nicolay furent élus échevins (chaque fois à quatre voix contre trois pour Jean Laffineur), tandis que Jules Hérin fut nommé une troisième fois bourgmestre. À mi-mandat, donc fin 1973 ou début 1974, Jean Laffineur céda volontairement son siège de conseiller communal à Louis Modave. C’est pourquoi on retrouve celui-ci et non Jean Laffineur parmi les conseillers qui participèrent à la dernière séance du conseil de la commune de Lesterny fin 1976.
Pour les élections communales de Lesterny, il n'y avait généralement que deux listes en compétition. Par exception, il n'y en eut qu'une lors des premières élections de 1907 et trois lors de ces dernières élections de 1970.
Charles Hérin, agriculteur natif de Lesterny et époux d'Yvonne Mareschal, fils d'un des premiers échevins de la commune de Lesterny, fut pendant trente-sept ans, jusqu’à sa mort le 28 septembre 1976, le secrétaire communal de cette commune. Il en fut donc le dernier secrétaire communal, après avoir accompagné dans ses trois mandats successifs le dernier bourgmestre Jules Hérin. Avant, cette fonction essentielle avait été exercée par Désiré Evrard (1866-1940) pendant près de trente et un ans et, après le décès de Charles Hérin, pendant les dernières semaines de la commune de Lesterny, elle le fut par Omer Mareschal (1940-2006) qui était par ailleurs secrétaire de la commission d’assistance publique de Lesterny. Dans les années 1970, les bureaux communaux étaient ouverts aux administrés trois matinées par semaine. Mais bien des habitants de Lesterny allaient plutôt trouver le secrétaire communal chez lui et donc en dehors de ces jours et heures d’ouverture. Ses activités d'agriculteur et de secrétaire communal, valurent à Charles Hérin le titre de Lauréat du travail, en 1957 dans le groupe Agriculture (classe Chefs d'exploitation) puis en 1966 dans le groupe Secrétaires communaux. Ses fonctions de secrétaire communal valurent encore à Charles Hérin la médaille civique de 1re classe (1965), les palmes d'argent de l'Ordre de la Couronne (1966) et la médaille commémorative du règne de S.M. Albert 1er (1970). Charles Hérin fut aussi garde particulier de chasse des propriétés situées sur le territoire des communes de Lesterny, Wavreille et Bure appartenant à Maurice Despat de Namur, à partir de septembre 1938, de celles de Célestin Georges de Lesterny, à partir de septembre 1946, et de celles occupées par Joseph Borcy de Lesterny, à partir de septembre 1949. En outre, ayant suivi régulièrement des cours théoriques et pratiques de protection civile, il fut nommé en 1962 agent du Corps de protection civile.
La charge de receveur communal fut assurée pendant près de dix-huit ans par Nestor Hody (1866- ?), époux de Maria Hérin (1862- ?), puis pendant quelque quatre années par un certain L. Hody et enfin, de début 1929 jusqu'à son départ à la pension en 1972, soit pendant 43 ans, par Amand Mareschal (1907-1975), époux de Marguerite Péché, la fille du berger Jean Péché (1868- ?), un des premiers conseillers communaux de la commune de Lesterny, et de son épouse Sylvie Crucifix (1873- ?). Dès 1970-1971, Amand Mareschal était le dernier receveur communal de l’arrondissement de Marche-en-Famenne. Sa succession fut assurée par le receveur régional G. Goffin.
Enfin, après avoir eu comme cantonnier Constant Warrant pendant près de vingt-trois ans et comme garde champêtre Auguste Ligot pendant une trentaine d'années, la commune de Lesterny fit cumuler ces deux fonctions, à partir des années trente, par Constant André (1902-1968), natif d’Arville et époux d’Hélène Reumont (1905-1988). Celui-ci les assuma jusqu’à sa retraite en 1967 – à raison de 3 h. ½ par jour comme cantonnier et 1 h. ½ par jour comme garde champêtre. Constant André, qui était aussi agriculteur, fut donc cantonnier pendant trente-six ans et garde champêtre pendant trente et un ans.
Considérant que cette dépense était devenue excessive pour la petite commune de Lesterny, le conseil communal unanime refusa de nommer un successeur à Constant André, malgré des demandes pressantes du brigadier champêtre de l'arrondissement de Marche-en-Famenne. Aussi ce dernier s’opposa-t-il résolument à ce que le garde champêtre de Masbourg, Lucien Pierre, exerce en plus ses fonctions dans la circonscription de la commune de Lesterny.
Le 7 janvier 1971, sous un titre évoquant cette petite commune où l'on n'emploie ni garde champêtre ni cantonnier mais où « on se paye le luxe d’un receveur communal », René Thill rapporta ces propos instructifs du bourgmestre de Lesterny :
« Oui, c'est une situation exceptionnelle. Nous avons encore un receveur communal. Mais il s'agit d’un agent qui approche de la fin de carrière. Il lui reste quinze mois. Par contre, nous n'avons ni cantonnier, ni garde champêtre ! Nous effectuons les travaux en régie. Et ce sont les gens du village qui les réalisent.  Nous avions un garde champêtre qui, en quelques années, fut tout juste amené à rédiger deux procès-verbaux ! Alors, vous comprenez que nous puissions nous passer de police rurale ! Par réaction, le commissaire d'arrondissement a interdit au brigadier-champêtre de venir chez nous ! C'est l’échevin qui est appariteur à Lesterny et le relevé des comptes d'eau est fait par un pensionné » (Il s'agissait de Zénon Masson, qui fut un des derniers échevins de la commune de Lesterny, précise aujourd'hui l'ancien bourgmestre Jules Hérin). « Il suffit de s'arranger, voyez-vous. Et ça tourne bien, chez nous ! »[réf. nécessaire]